# Kumzari
El kumzari (persa: کومزاری) és una llengua irànica del sud-oest semblant a les llengües persa, axomi i luri. Tot i que amb un estat vulnerable, sobreviu avui amb entre 4.000 i 5.000 parlants. La parlen els kumzaris, habitants del poble de Kumzar, situat a la península de Musandam, al nord d'Oman.
Aquesta és l'única llengua irànica que es parla a la península aràbiga. Els kumzaris també es poden trobar a les ciutats de Dibba i Khasab, així com a diversos pobles, i a l'illa de Laraq. Els parlants són descendents de pescadors que habitaven la costa del golf Pèrsic i el golf d'Oman.

## Ubicació
El nom kumzari deriva del poble muntanyós històricament ric de Kumzar. La llengua té dos grups principals de parlants, un a cada costat de l'estret d'Ormuz: la tribu Shihuh de la península de Musandam i la comunitat Laraqi de l'illa de Laraq a l'Iran. A la península de Musandam, els parlants de kumzari es concentren a Oman, al poble de Kumzar i en un barri de Khasab conegut com a Harat al-Kumzari. A més, el kumzari el trobem també a Dibba i als pobles costaners d'Elphinstone i Malcolm Inlets.
És la llengua materna dels pescadors descendents del conqueridor iemenita d'Oman, Màlik ibn Faham (àrab: مالك بن فهم). Basant-se en proves lingüístiques, el kumzari estava present a la regió d'Aràbia abans de la conquesta musulmana de la regió al segle vii.

## Fonologia

### Consonants
En el kumzari tots els sons consonàntics menys tres (ʔ, ʁ, ɦ). També existeixen com a geminats.
|                    |             | Labial | Alveolar | Alveolar | Palato- alveolar | Palatal | Velar | Uvular | Faríngia | Glotal |
| plana              | Velaritzada | Labial |          |          | Palato- alveolar | Palatal | Velar | Uvular | Faríngia | Glotal |
| ------------------ | ----------- | ------ | -------- | -------- | ---------------- | ------- | ----- | ------ | -------- | ------ |
| Oclusiva/ africada | sorda       | p      | t        | tˠ       | tʃ               |         | k     | q      |          | ʔ      |
| Oclusiva/ africada | sonora      | b      | d        | dˠ       | dʒ               |         | g     |        |          | ʔ      |
| Fricativa          | sorda       | f      | s        | sˠ       | ʃ                |         |       | χ      | ħ        | ɦ      |
| Fricativa          | sonora      |        |          | zˠ       |                  |         |       | ʁ      |          |        |
| Nasal              | Nasal       | m      | n        |          |                  |         |       |        |          |        |
| Aproximant         | Aproximant  | w      | l ɻ      | lˠ       |                  | j       |       |        |          |        |

### Vocals
El kumzari té distinció de longitud en les seves vocals, amb cinc vocals llargues i tres vocals curtes. Les vocals mai apareixen en hiat directe; més aviat, estan separades per una semivocal com /j/ o /w/, o per una parada glotal (/ʔ/).
|                    | Anterior | Central | Posterior |
| ------------------ | -------- | ------- | --------- |
| Vocal tancada      | iː       |         | uː        |
| Vocal quasitancada | ɪ        |         | ʊ         |
| Vocal quasioberta  |          | ɐ       |           |
| Vocal oberta       |          | aː      |           |